# European Nations Cup Tweede Divisie 2008/10
De European Nations Cup Tweede Divisie 2008/10 is het zevende seizoen van de Tweede Divisie van de Europe Nations Cup, het op een na hoogste niveau in de ENC.
De Tweede Divisie bestaat uit twee groepen (2A en 2B). Elke groep speelt een volledige competitie over twee jaar.
Na een halve competitie worden de standen opgemaakt om een kampioen uit te roepen voor elke groep, waarbij de kampioen van Divisie 2A kampioen is van de Tweede Divisie.
Na de tweede helft worden de standen van de afgelopen halve competitie gebruikt om de kampioenen te bepalen en de stand van de volledige competitie voor de promotie-en-degradatieregeling.
Door de aanpassingen aan het formaat in 2010 promoveert de nummer 1 uit Divisie 2A naar Divisie 1A en plaatsen de andere vier landen zich voor Divisie 1B. De nummer 1 uit Divisie 2B promoveert naar Divisie 1B en de andere landen plaatsen zich voor Divisie 2A.

## WK 2011-kwalificatie
De nummer 1 van Divisie 2A aan het einde van de competitie plaatst zich voor de play-offs voor een plaats op het WK. De kampioen van seizoen 2008/09 van Divisie 2B plaatst zich ook voor de play-offs.

## Puntensysteem
Teams kunnen als volgt punten verdienen:
- 3 punten voor een overwinning
- 2 punten voor een gelijkspel
- 1 punt voor een verloren wedstrijd
- 0 punten voor terugtrekking van een wedstrijd

## Divisie 2A

#### Eindstand
| #  | Team     | GW | Win | Gel | Ver | Pnt | Voor | Tegen | Saldo |
| -- | -------- | -- | --- | --- | --- | --- | ---- | ----- | ----- |
| 1. | Oekraïne | 8  | 5   | 0   | 3   | 18  | 140  | 109   | 31    |
| 2. | België   | 8  | 4   | 1   | 3   | 17  | 108  | 97    | 11    |
| 3. | Tsjechië | 8  | 3   | 1   | 4   | 15  | 135  | 142   | -7    |
| 4. | Polen    | 7  | 3   | 0   | 4   | 13  | 94   | 118   | -24   |
| 5. | Moldavië | 7  | 3   | 0   | 4   | 13  | 133  | 144   | -11   |

#### Legenda
| Kleur | Kwalificatie voor                                                    |
| ----- | -------------------------------------------------------------------- |
|       | Kampioen, promotie naar Divisie 1A & play-offs voor plaats op het WK |
|       | Geplaatst voor Divisie 1B                                            |

#### Wedstrijden
| 4 oktober 2008 | Polen | 12 - 13 | Oekraïne | Stadion Widzewa, Łódź Toeschouwers: 4.000 Scheidsrechter: Bargaunas |
| 4 oktober 2008 |       |         |          | Stadion Widzewa, Łódź Toeschouwers: 4.000 Scheidsrechter: Bargaunas |

| 1 november 2008 | België | 9 - 8 | Oekraïne | King Baudouin Stadium, Brussel Toeschouwers: 5.000 Scheidsrechter: Reinecke |
| 1 november 2008 |        |       |          | King Baudouin Stadium, Brussel Toeschouwers: 5.000 Scheidsrechter: Reinecke |

| 15 november 2008 | Tsjechië | 7 - 13 | Polen | Městský Stadion, Ostrava Toeschouwers: 1,2000 Scheidsrechter: Villegas |
| 15 november 2008 |          |        |       | Městský Stadion, Ostrava Toeschouwers: 1,2000 Scheidsrechter: Villegas |

| 15 november 2008 | Moldavië | 20 - 8 | België | Dinamo Stadium], Chişinău Toeschouwers: 1.500 Scheidsrechter: Petrescu |
| 15 november 2008 |          |        |        | Dinamo Stadium], Chişinău Toeschouwers: 1.500 Scheidsrechter: Petrescu |

| 22 november 2008 | Tsjechië | 11 - 9 | Moldavië | Tatra Smíchov Stadion, Praag Toeschouwers: 800 Scheidsrechter: Mourinha |
| 22 november 2008 |          |        |          | Tatra Smíchov Stadion, Praag Toeschouwers: 800 Scheidsrechter: Mourinha |

| 14 maart 2009 | België | 15 - 15 | Tsjechië | King Baudouin Stadium, Brussel Toeschouwers: 5,000 Scheidsrechter: Gallastegi |
| 14 maart 2009 |        |         |          | King Baudouin Stadium, Brussel Toeschouwers: 5,000 Scheidsrechter: Gallastegi |

| 21 maart 2009 | Oekraïne | 20 - 10 | Tsjechië | Spartak Stadion, Odessa Toeschouwers: 5.000 Scheidsrechter: Vlad Iordachescu |
| 21 maart 2009 |          |         |          | Spartak Stadion, Odessa Toeschouwers: 5.000 Scheidsrechter: Vlad Iordachescu |

| 9 mei 2009 | Oekraïne | 32 - 0 | Moldavië | Spartak Stadium, Kiev Toeschouwers: 5.000 Scheidsrechter: M. Hadj Bachir |
| 9 mei 2009 |          |        |          | Spartak Stadium, Kiev Toeschouwers: 5.000 Scheidsrechter: M. Hadj Bachir |

| 16 mei 2009 | Moldavië | 28 - 30 | Polen | Dinamo Stadium, Chisinau Toeschouwers: 800 Scheidsrechter: Soulan |
| 16 mei 2009 |          |         |       | Dinamo Stadium, Chisinau Toeschouwers: 800 Scheidsrechter: Soulan |

| 30 mei 2009 | Polen | 14 - 3 | België | Stadion Polonii, Warschau Scheidsrechter: Frasineanu |
| 30 mei 2009 |       |        |        | Stadion Polonii, Warschau Scheidsrechter: Frasineanu |

| 12 september 2009 | Oekraïne | 19 - 12 | Polen | Spartak Stadium, Kiev Toeschouwers: 4.000 Scheidsrechter: De Santis |
| 12 september 2009 |          |         |       | Spartak Stadium, Kiev Toeschouwers: 4.000 Scheidsrechter: De Santis |

| 10 oktober 2009 | Oekraïne | 13 - 11 | België | Spartak Stadium, Kiev Toeschouwers: 4.000 Scheidsrechter: Valin |
| 10 oktober 2009 |          |         |        | Spartak Stadium, Kiev Toeschouwers: 4.000 Scheidsrechter: Valin |

| 25 oktober 2009 | Polen | 5 - 19 | Tsjechië | Warschau Scheidsrechter: Petrescu |
| 25 oktober 2009 |       |        |          | Warschau Scheidsrechter: Petrescu |

| 31 oktober 2009 | België | 14 - 3 | Moldavië | King Baudouin Stadium, Brussel Scheidsrechter: Mourinha |
| 31 oktober 2009 |        |        |          | King Baudouin Stadium, Brussel Scheidsrechter: Mourinha |

| 14 november 2009 | Moldavië | 45 - 30 | Tsjechië | Dinamo Stadium, Chisinau Scheidsrechter: Bargaunas |
| 14 november 2009 |          |         |          | Dinamo Stadium, Chisinau Scheidsrechter: Bargaunas |

| 3 april 2010 | Tsjechië | 16 - 19 | België | Praag Scheidsrechter: Reineke |
| 3 april 2010 |          |         |        | Praag Scheidsrechter: Reineke |

| 10 april 2010 | Tsjechië | 27 - 16 | Oekraïne | Praag Scheidsrechter: Raduta |
| 10 april 2010 |          |         |          | Praag Scheidsrechter: Raduta |

| 10 april 2010 | Polen | v | Moldavië |  |
| 10 april 2010 |       |   |          |  |

| 24 april 2010 | Moldavië | 28 - 19 | Oekraïne | Anenii-Noi Scheidsrechter: M. Carp |
| 24 april 2010 |          |         |          | Anenii-Noi Scheidsrechter: M. Carp |

| 24 april 2010 | België | 29 - 8 | Polen | Brussel Scheidsrechter: M. Villegas |
| 24 april 2010 |        |        |       | Brussel Scheidsrechter: M. Villegas |

## Divisie 2B

#### Eindstand
| #  | Team      | GW | Win | Gel | Ver | Pnt | Voor | Tegen | Saldo |
| -- | --------- | -- | --- | --- | --- | --- | ---- | ----- | ----- |
| 1. | Nederland | 8  | 7   | 0   | 1   | 22  | 219  | 90    | 129   |
| 2. | Kroatië   | 8  | 6   | 0   | 2   | 20  | 161  | 114   | 47    |
| 3. | Malta     | 8  | 4   | 0   | 4   | 16  | 132  | 156   | -24   |
| 4. | Zweden    | 8  | 2   | 0   | 6   | 12  | 147  | 162   | -15   |
| 5. | Letland   | 8  | 1   | 0   | 7   | 10  | 100  | 234   | -134  |

#### Legenda
| Kleur | Kwalificatie voor                                          |
| ----- | ---------------------------------------------------------- |
|       | Promotie naar Divisie 1B & play-offs voor plaats op het WK |
|       | Geplaatst voor Divisie 2A                                  |

#### Wedstrijden
| 25 oktober 2008 | Zweden | 21 - 5 | Letland | Vänersborg Scheidsrechter: Michalik |
| 25 oktober 2008 |        |        |         | Vänersborg Scheidsrechter: Michalik |

| 25 oktober 2008 | Malta | 16 - 18 | Kroatië | Hibernians Ground, Paola Scheidsrechter: Damasco |
| 25 oktober 2008 |       |         |         | Hibernians Ground, Paola Scheidsrechter: Damasco |

| 1 november 2008 | Nederland | 18 - 12 | Kroatië | Amsterdam Scheidsrechter: Tuma |
| 1 november 2008 |           |         |         | Amsterdam Scheidsrechter: Tuma |

| 1 november 2008 | Zweden | 6 - 9 | Malta | Vänersborg Scheidsrechter: Donovan |
| 1 november 2008 |        |       |       | Vänersborg Scheidsrechter: Donovan |

| 8 november 2008 | Letland | 10 - 29 | Nederland | Jelgava Scheidsrechter: Raduta |
| 8 november 2008 |         |         |           | Jelgava Scheidsrechter: Raduta |

| 18 april 2009 | Nederland | 36 - 24 | Zweden | Amsterdam Scheidsrechter: Marrama |
| 18 april 2009 |           |         |        | Amsterdam Scheidsrechter: Marrama |

| 18 april 2009 | Letland | 19 - 32 | Malta | Riga Scheidsrechter: Breburda |
| 18 april 2009 |         |         |       | Riga Scheidsrechter: Breburda |

| 25 april 2009 | Malta | 9 - 27 | Nederland | Hibernians Ground, Paola Scheidsrechter: Raynal |
| 25 april 2009 |       |        |           | Hibernians Ground, Paola Scheidsrechter: Raynal |

| 25 april 2009 | Kroatië | 21 - 13 | Letland | Makarska Scheidsrechter: De Santis |
| 25 april 2009 |         |         |         | Makarska Scheidsrechter: De Santis |

| 2 mei 2009 | Kroatië | 23 - 13 | Zweden | Split Scheidsrechter: Hoffman |
| 2 mei 2009 |         |         |        | Split Scheidsrechter: Hoffman |

| 24 oktober 2009 | Letland | 9 - 23 | Kroatië | Riga Scheidsrechter: Zeszustek |
| 24 oktober 2009 |         |        |         | Riga Scheidsrechter: Zeszustek |

| 31 oktober 2009 | Kroatië | 34 - 14 | Malta | Split Scheidsrechter: Breburda |
| 31 oktober 2009 |         |         |       | Split Scheidsrechter: Breburda |

| 31 oktober 2009 | Zweden | 16 - 19 | Nederland | Trelleborg Scheidsrechter: Narmainidze |
| 31 oktober 2009 |        |         |           | Trelleborg Scheidsrechter: Narmainidze |

| 7 november 2009 | Malta | 25 - 23 | Zweden | Hibernians Ground, Paola Scheidsrechter: Hoffman |
| 7 november 2009 |       |         |        | Hibernians Ground, Paola Scheidsrechter: Hoffman |

| 7 november 2009 | Nederland | 57 - 3 | Letland | Amsterdam Scheidsrechter: Reinecke |
| 7 november 2009 |           |        |         | Amsterdam Scheidsrechter: Reinecke |

| 17 april 2010 | Letland | 31 - 27 | Zweden | Riga Scheidsrechter: Petrescu |
| 17 april 2010 |         |         |        | Riga Scheidsrechter: Petrescu |

| 17 april 2010 | Nederland | 19 - 0 | Malta | Amsterdam Scheidsrechter: M. Jassens |
| 17 april 2010 |           |        |       | Amsterdam Scheidsrechter: M. Jassens |

| 24 april 2010 | Kroatië | 16 - 14 | Nederland | Split Scheidsrechter: Frasineau |
| 24 april 2010 |         |         |           | Split Scheidsrechter: Frasineau |

| 24 april 2010 | Malta | 27 - 10 | Letland | Hibernians Ground, Paola Scheidsrechter: Mauro Dordolo |
| 24 april 2010 |       |         |         | Hibernians Ground, Paola Scheidsrechter: Mauro Dordolo |

| 1 mei 2010 | Zweden | 17 - 14 | Kroatië | Enköping Scheidsrechter: Morton |
| 1 mei 2010 |        |         |         | Enköping Scheidsrechter: Morton |